# Вулька-Вепшецка
Вулька-Вепшецка (пол. Wólka Wieprzecka) — деревня в Замойском повете Люблинского воеводства Польши. Входит в состав гмины Замость. Находится примерно в 15 км к юго-западу от центра города Замосць. По данным переписи 2011 года, в деревне проживало 582 человека.
В 1975—1998 годах деревня входила в состав Замойского воеводства.

## Население
Демографическая структура по состоянию на 31 марта 2011 года:
|         | Всего | До трудоспособного возраста | Трудоспособного возраста | Старше трудоспособного возраста |
| ------- | ----- | --------------------------- | ------------------------ | ------------------------------- |
| Мужчины | 285   | 63                          | 195                      | 27                              |
| Женщины | 297   | 63                          | 162                      | 72                              |
| Всего   | 582   | 126                         | 357                      | 99                              |